# Lythrypnus gilberti
Lythrypnus gilberti is een  straalvinnige vissensoort uit de familie van grondels (Gobiidae). De wetenschappelijke naam van de soort is voor het eerst geldig gepubliceerd in 1903 door Heller & Snodgrass.
De soort staat op de Rode Lijst van de IUCN als Niet bedreigd, beoordelingsjaar 2022.